# Tuần Châu
Tuần Châu es el nombre de una isla en el lado suroeste de la ciudad de Ha Long, que posee un exuberante bosque de pinos. Tiene una superficie de 2,2 km², y al este y al sur hay dos playas artificiales dotadas de arena muy blanca, y fina. La casa octogonal, donde el Presidente Ho Chi Minh estuvo cuando veraneaba aquí se ha convertido en un monumento. Hoy en día, Tuần Châu es uno de los destinos más atractivos en la ciudad de Ha Long.
Tuần Châu está en una posición importante en la entrada del sistema de navegación de Thăng Long, Bặch Đằng y Vân Ðồn. Por eso, en la época feudal, el ejército real estableció aquí un puesto de guardia para patrullar y defender la frontera. La Oficina de Aduanas feudal también se instaló allí.
La isla también tiene muchos sitios arqueológicos pertenecientes a la antigua cultura Hạ long que datan de hace 3.000 a 5.000 años.
Se puede ir a la isla de Tuần Châu a través de la carretera de cemento de 2 km desde tierra firme. La construcción de esta carretera se inició oficialmente el 28 de febrero de 1998. Las inversiones han convertirdo la isla en un centro turístico moderno. Incluye diversos lugares turísticos de interés. En 2004, Miss Vietnam se llevó a cabo aquí.